# Branko Elsner
Branko Elsner, född den 23 november 1929 i Ljubljana, död den 17 november 2012, var en slovensk fotbollstränare.
Elsner var tränare för Österrikes herrlandslag.

### Webbkällor
- J.League